# Buffon (Côte-d'Or)
Buffon is een gemeente in het Franse departement Côte-d'Or (regio Bourgogne-Franche-Comté) en telt 177 inwoners (2004). De plaats maakt deel uit van het arrondissement Montbard.

## Geografie
De oppervlakte van Buffon bedraagt 9,0 km², de bevolkingsdichtheid is 19,7 inwoners per km².

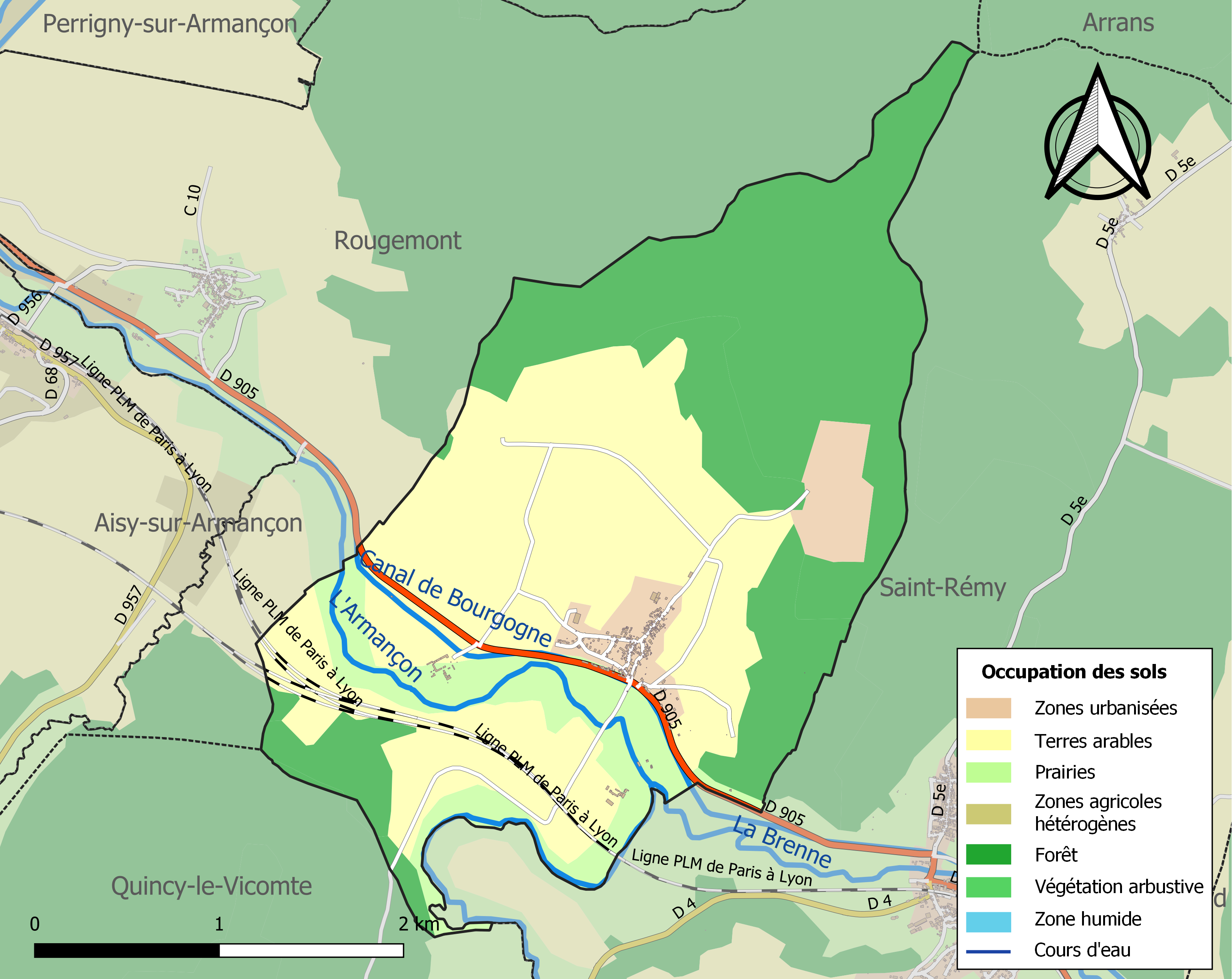
Kaart van de gemeente met de belangrijkste infrastructuur, bodemgebruik en omliggende gemeenten

## Demografie
Onderstaande figuur toont het verloop van het inwonertal (bron: INSEE-tellingen).